# Acalypta musci
Acalypta musci är en insektsart som först beskrevs av Franz Paula von Schrank 1781.  Acalypta musci ingår i släktet Acalypta, och familjen nätskinnbaggar. Arten är reproducerande i Sverige.